# 존 맥티어넌

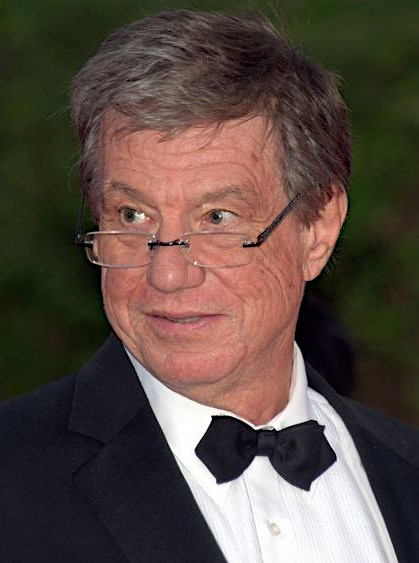

존 맥티어넌(John McTiernan, 1951년 1월 8일 ~ )은 미국의 영화 감독이다.

## 작품 목록
- 프레데터(1987)
- 다이하드(1988)
- 붉은 10월(1990)
- 에덴의 마지막 날(1992)
- 라스트 액션 히어로(1993)
- 다이하드 3(1995)
- 13번째 전사(1999)
- 토마스 크라운 어페어(1999)
- 롤러볼(2002)
- 베이직(2003)